# Tadeusz Dębicki
Tadeusz Dębicki (ur. 31 sierpnia 1945 w Kaliszu) – polski polityk, związkowiec, rolnik i technik mechanik, poseł na Sejm V kadencji.

## Życiorys
Posiada wykształcenie średnie. W 1970 ukończył Technikum Mechanizacji Rolnictwa w Lipnie. Od 1970 do 1988 pracował w kombinacie ogrodniczym w Poznaniu. Następnie rozpoczął prowadzenie 35-hektarowego gospodarstwa rolnego. W 2010 został współwłaścicielem i członkiem rady nadzorczej spółki wydawniczej Myśl Polska.
Od 1973 do 1976 należał do PZPR. W 1993 wstąpił do Związku Zawodowego Rolnictwa „Samoobrona”, w którym od 1999 do 2006 pełnił funkcję wiceprzewodniczącego. W 2000 został przewodniczącym wojewódzkim Samoobrony RP. Był także członkiem prezydium i wiceprzewodniczącym partii. Z rekomendacji związku zawodowego wchodził w skład rady nadzorczej Agencji Nieruchomości Rolnych. 
W 1993, 1997 i 2001 bez powodzenia kandydował z jej listy do Sejmu z okręgu poznańskiego (dostał kolejno: 1606 głosów, 272 głosy i 7417 głosów). W wyborach samorządowych w 1994 uzyskał mandat radnego Kleszczewa. W wyborach w 1998 bezskutecznie ubiegał się o mandat radnego województwa z ramienia Przymierza Społecznego. Pełnił funkcję asystenta społecznego posła Wojciecha Mojzesowicza. Od 2002 do 2005 zasiadał w sejmiku wielkopolskim. Kierował klubem radnych Samoobrony RP.
W wyborach w 2005 został wybrany na posła do Sejmu V kadencji z okręgu kaliskiego liczbą 10 027 głosów. Zasiadał w Komisji Rolnictwa i Rozwoju Wsi oraz Komisji Skarbu Państwa. Przewodniczył podkomisjom: ds. ustawy o ochronie roślin oraz ds. gospodarki wodnej. We wrześniu 2006 odszedł z Samoobrony RP, sprzeciwiając się odwołaniu Wojciecha Mojzesowicza z funkcji przewodniczącego Komisji Rolnictwa i został członkiem nowo powstałego klubu parlamentarnego Ruch Ludowo-Narodowy. W grudniu 2006 zasiadł w kole poselskim Ruch Ludowo-Chrześcijański. W lutym 2007 współtworzył partię Ruch Ludowo-Narodowy, w której przez 5 lat pełnił funkcję wiceprzewodniczącego.
W 2007 nie kandydował w przedterminowych wyborach parlamentarnych. W 2010 współtworzył Stowarzyszenie „Polska Wieś”, które wspierało w kampanii prezydenckiej Jarosława Kaczyńskiego. W wyborach samorządowych w tym samym roku bez powodzenia kandydował do sejmiku wielkopolskiego z listy Prawa i Sprawiedliwości. W wyborach parlamentarnych w 2011 jako przedstawiciel RLN bezskutecznie kandydował do Sejmu z listy partii Polska Jest Najważniejsza w okręgu konińskim (otrzymał 382 głosy). Po opuszczeniu RLN w 2012 został przewodniczącym rady krajowej Samopomocy RP (stowarzyszenia zainicjowanego przez Krzysztofa Filipka). Ponownie zostawał kandydatem na radnego sejmiku w 2014 z ramienia PiS oraz w 2018 (jako przedstawiciel Partii Chłopskiej) z listy SLD Lewica Razem.